# 1979 no Brasil
Esta é uma cronologia dos fatos acontecimentos de ano 1979 no Brasil.

## Incumbentes
- Presidente do Brasil -  Ernesto Geisel (15 de março de 1974 - 15 de março de 1979)
- Presidente do Brasil -  João Figueiredo (15 de março de 1979 - 15 de março de 1985)

## Eventos
- 1 de janeiro: Mato Grosso do Sul passa a ser reconhecido oficialmente como uma unidade federativa do Brasil.
- 15 de março: João Figueiredo toma posse como o 30° presidente do Brasil.[1]
- 11 de maio: Eunice Michiles torna-se a primeira mulher ocupar um lugar no Senado Federal.[2]
- 17 de agosto: É fundada a Associação Nacional de Jornais, com o objetivo de defender a liberdade de imprensa.
- 28 de agosto: Presidente João Figueiredo sanciona a Lei da Anistia.[3]

## Nascimentos

### Janeiro
- 3 de janeiro:
  - Adriano Vieira Louzada, futebolista.
  - Paulo Vilhena, ator.
  - Lucas Severino, ex-futebolista.
- 4 de janeiro: Fábio Bilica, futebolista.
- 7 de janeiro: Ricardo Maurício, automobilista.
- 9 de janeiro: Fabiano Gadelha, futebolista.
- 10 de janeiro:
  - Alessandro, ex-futebolista.
  - Edu, ex-futebolista.
- 11 de janeiro: Eduardo Martini, ex-futebolista.
- 13 de janeiro: Filipe Alvim, ex-futebolista.

### Abril
- 5 de abril: Max B.O., músico e apresentador.
- 19 de abril
  - Leandro Silva, futebolista.
  - Naldo Benny, cantor e compositor.

### Junho
- 10 de junho: André Justyn
- 18 de junho: Fabiano Pereira, petroleiro.

### Julho
- 6 de julho: Luize Altenhofen, modelo e apresentadora.
- 19 de julho: Ellen Rocche, modelo.

### Setembro
- 10 de setembro:Marcelo Calisto de Castro,professor.

### Novembro
- 5 de novembro: Deise Cipriano, cantora integrante do grupo Fat Family. (m. 2019).

## Mortes
- 21 de outubro: Alziro Zarur, fundador da Legião da Boa Vontade (n. 1914).
- 30 de outubro: Santo Dias da Silva, ativista do movimento operário (n. 1942).